# Hotsk
Hotsk (belarusiska: Гоцк) är en agropolis i Belarus. Den ligger i voblasten Minsks voblast, i den centrala delen av landet, 160 km söder om huvudstaden Minsk. Hotsk ligger 140 meter över havet och antalet invånare är 1 100.

## Natur och klimat
Terrängen runt Hotsk är mycket platt. Runt Hotsk är det ganska glesbefolkat, med 34 invånare per kvadratkilometer.. Det finns inga andra samhällen i närheten. 
Omgivningarna runt Hotsk är en mosaik av jordbruksmark och naturlig växtlighet.